# Liocoris tripustulatus
Genre
Espèce
Liocoris tripustulatus est une espèce de petits insectes hétéroptères (punaises) de la famille des Miridae. C'est la seule espèce de son genre Liocoris (monotypique).
Long de 4 à 5 mm, il est de couleur crème à jaune et vit principalement sur les orties.

## Galerie

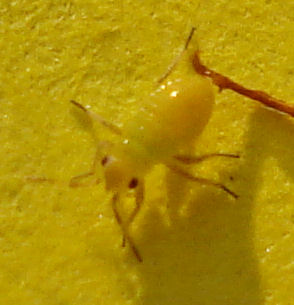
Liocoris tripustulatus jaune.
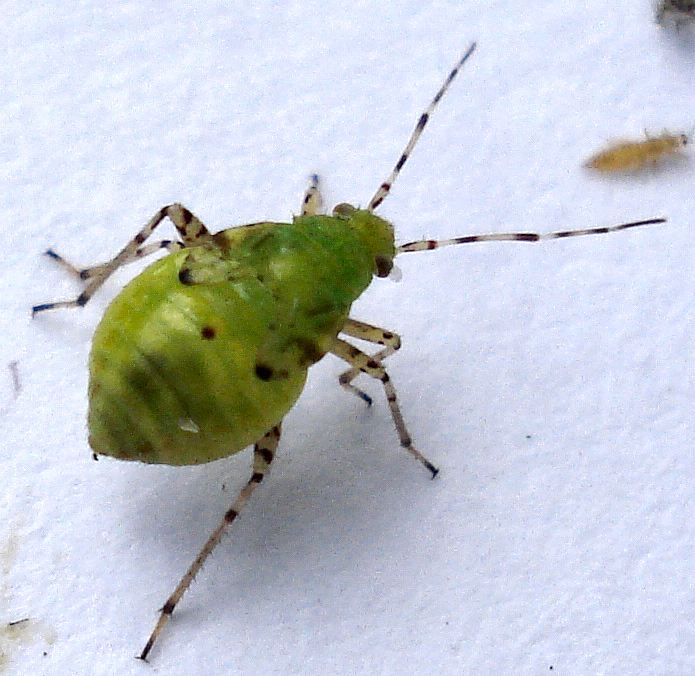
Nymphe
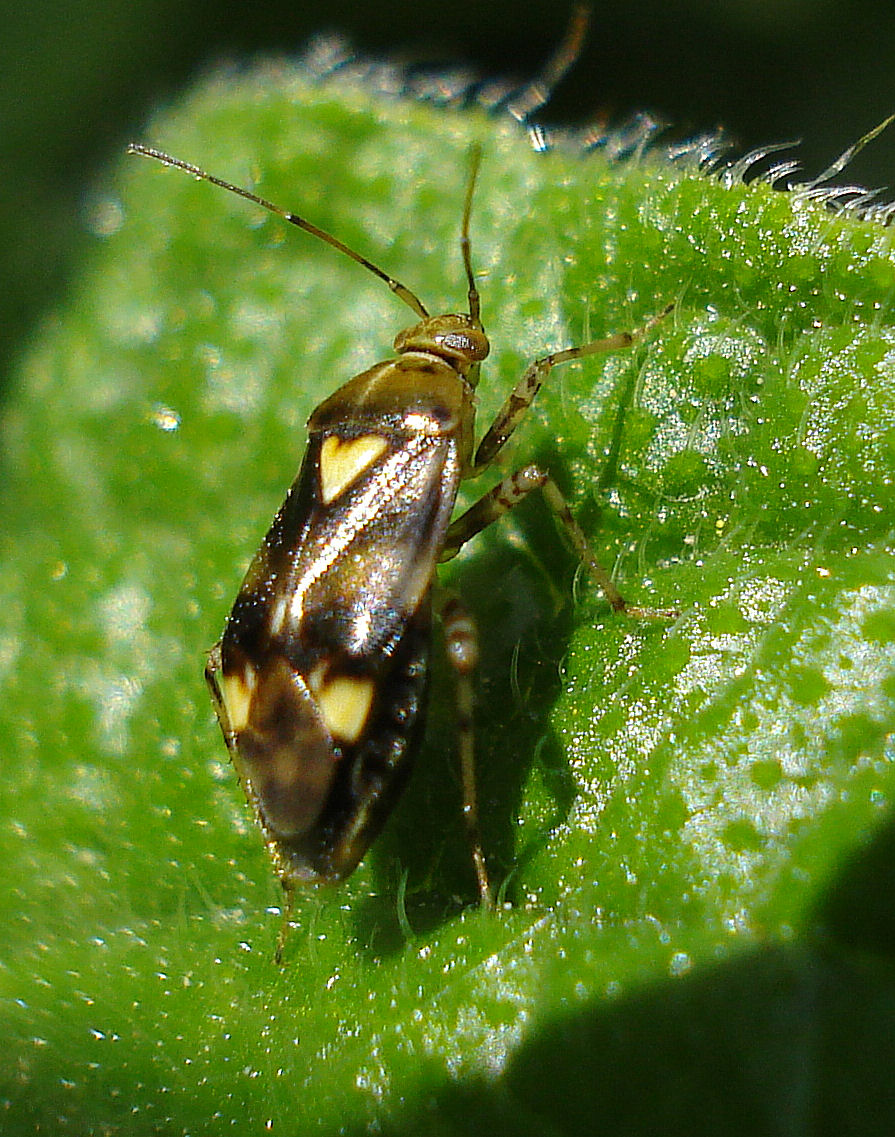
Liocoris tripustulatus sur une feuille d'ortie.